# Бартенев, Пётр Иванович
Пётр Ива́нович Барте́нев (1 [13] октября 1829, Тамбовская губерния — 22 октября [4 ноября] 1912, Москва) — российский историк и литературовед, зачинатель пушкиноведения, директор Чертковской библиотеки, основатель и издатель исторического журнала «Русский архив».

## Биография

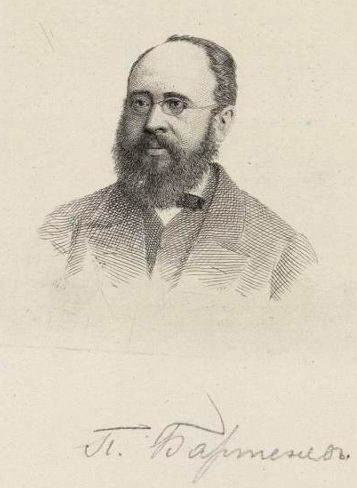
Портрет Бартенева Петра Ивановича. Рис. 1879 года

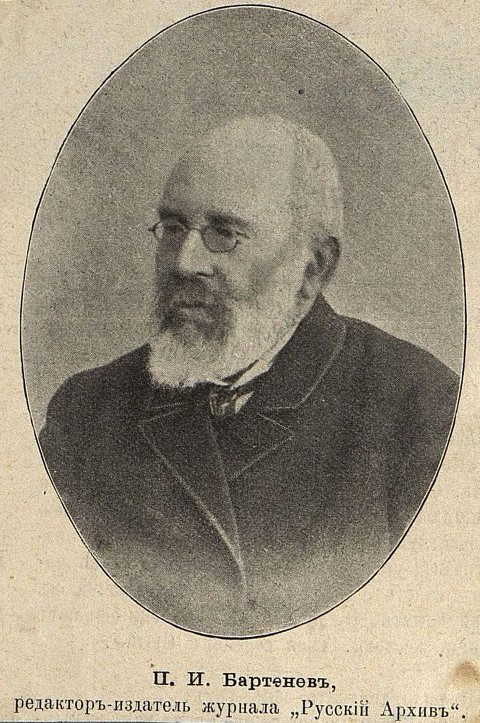
Бартенев Пётр Иванович, редактор-издатель журнала «Русский архив». Начало XX века

Происходил из потомственной дворянской семьи Бартеневых; его отец, подполковник Иван Осипович (?—1834), был уроженцем Костромской губернии и имел там небольшое имение на границе Буйского и Солигаличского уездов. Как вспоминал Пётр Бартенев, «состояние наше было избыточное и без всяких долгов, напротив, с возможностью помогать соседям <…> На конюшне у нас в городе стояло 12 лошадей, а в деревне процветал конский завод, для которого ещё дедушка приобретал Мекленбургских жеребцов»; однако «в 1837 году началось наше разорение с выходом в замужество старшей сестры моей Аполлинарии за Платона Александровича Барсукова <…> и хоть у отца его было своё хорошее имение в Меринковском уезде Владимирской губернии, но он предпочёл остаться на наших хлебах до самого 1846 года, постепенно разоряя наше благосостояние и тайком совершивши купчую на своё имя, когда маменька в приданое его жене и своей любимице купила сельцо Алексеевку».
Родился 1 (13) октября 1829 года в сельце Королёвщина Липецкого уезда Тамбовской губернии (ныне — часть села Аннино на речке Байгора), где семья проводила летние месяцы; зимой же они жили в Липецке, на Дворянской улице. Его старший (на три года) брат Михаил окончил в 1849 году петербургский 2-й кадетский корпус.
В 12 лет помещён в благородный пансион при Рязанской гимназии, который окончил (1847) с золотой медалью и историко-филологический факультет Императорского Московского университета (1851). Ещё студентом составил «Словарь языка древних русских летописей», подготовил «Рассуждение о языке и слоге Несторовой летописи», занимался переводами с различных языков.
В 1854—1858 годах служил в Московском Главном архиве Министерства иностранных дел. После издания в 1856 году собрания писем царя Алексея Михайловича сблизился с виднейшими славянофилами, особенно с Аксаковыми. С 1856 года сотрудничал с либеральным славянофильским журналом «Русская беседа» (с января по ноябрь 1857 года редактировал журнал). Для углубления своих знаний Бартенев путешествует в 1858—1859 годах за границей, слушает курс лекций в Берлинском университете. Он долго жил в Берлине, выезжал в Лондон, Париж, Прагу. В Лондоне П. И. Бартенев встречался с Герценом, передал ему для публикации некоторые материалы.
С 1859 по 1873 год управлял Чертковской библиотекой на Мясницкой улице в Москве.
Сотрудничал с московскими журналами, опубликовал ряд статей, а затем и монографий, посвящённых А. С. Пушкину. Вёл записи рассказов о Пушкине от современников поэта; во многом его публикации имеют значение первоисточника. Наряду с П. В. Анненковым считается основателем пушкинистики.
C 1863 года Бартенев издавал журнал «Русский архив», где публиковались исторические и литературно-биографические материалы. В качестве дополнения к этому изданию увидели свет сборники документов «Осмнадцатый век» (1868—1869) и «Девятнадцатый век» (1872), а также 40-томный архив князя М. С. Воронцова. Познакомившись в 1864 году с Л. Н. Толстым, Бартенев консультировал писателя по историческим вопросам во время написания романа «Война и мир», также Бартенев стал издателем первой полной версии этого романа в 1868—1869 годах.
В конце жизни Бартенев занимал крайне правые позиции, вступил в Союз русских людей.
Умер в Москве 22 октября (4 ноября) 1912 года. Был похоронен на кладбище Ново-Алексеевского монастыря в Москве.
Издание «Русского архива» было продолжено его внуком П. С. Бартеневым.

## Членство в научных обществах
Состоял членом многих научных обществ:
- Московского Славянского благотворительного комитета (с 1858)
- Общества любителей российской словесности (с 1859)
- Русского исторического общества (с 1867)
- Московского археологического общества (с 1873, с 1871 — член-корреспондент)
- Общества любителей древней письменности (с 1888)

## Семья
В сентябре 1859 года женился на Софье Даниловне Шпигоцкой (1843—1920), дочери отставного воронежского майора.
Семья Бартеневых была большой:
- сыновья Юрий Петрович (1866—1908), Сергей Петрович (1863—1930), пианист, преподаватель музыки в Николаевском институте, историк Московского Кремля — отец Николая, Василия, Александра, Марка, Кирилла, Фёдора, (поволжского помещика, убитого крестьянами), Фёдор Петрович, Георгий Петрович;
- дочери Наталья Петровна, Надежда Петровна, Татьяна Петровна, Елена Петровна.

## Адреса в Москве
- 1853—1859 — Хохловский переулок, 7 — работал в Главном архиве министерства внутренних дел;
- 1859—1873 — Мясницкая улица, 7[9] — заведовал библиотекой Черткова.

## Память
- Именем П. И. Бартенева 1 августа 2000 года была названа улица в Москве (старое название: Проектируемый проезд № 879)[10].

## Архив
Обширный фонд П.И. Бартенева хранится в Российском государственном архиве литературы и искусства и включает в себя 1731 единицу хранения. Среди них — дневники и записные книжки, переписки, заметки и записи о В.А. Жуковском, А.С. Пушкине, Т.Г. Шевченко, примечания к «Слову о полку Игореве» и «Запискам» Е.Р. Дашковой, тетради с записями рассказов очевидцев о последних днях А.С. Пушкина.
Также в фонде хранится богатейшая коллекция Бартенева, состоящая из рукописей, писем и документов выдающихся государственных деятелей, литераторов, учёных за 1605-1800-х гг.